# Bissone
Bissone (veralteter deutscher Name: Byssen) ist eine politische Gemeinde im Schweizer Kanton Tessin. Sie gehört zum Kreis Ceresio beziehungsweise zum Bezirk Lugano.

## Geographie
Das Dorf liegt auf 276 m ü. M. am Ufer des Süd-Arms des Luganersees, gegenüber und 1,5 km südöstlich der Station Melide der Schweizerischen Bundesbahnen und ist mit diesem Dorf durch den gleichnamigen Damm verbunden. Das sehenswerte Dorf befindet sich direkt am See, ist heute durch die Autobahn A2 und das Teilstück Lugano – Chiasso der Schweizerischen Bundesbahnen vom „Hinterland“ abgeschnitten. Durch den Ort selbst führt die Hauptstrasse 2.
Die Nachbargemeinden sind im Norden die italienische Exklave Campione d’Italia, im Osten Arogno, im Süden Val Mara und im Westen Melide.

## Geschichte

Bissone mit Damm von Melide. Historisches Luftbild von Werner Friedli (1963)

Das Dorf wurde 735 und 854 als Blixuni erwähnt; im 10. Jahrhundert besass dort das Kloster San Salvatore bei Pavia Güter, ebenso das Kloster Sant’Ambrogio von Mailand. In der 2. Hälfte des 15. Jahrhunderts war es ein Zentrum des Widerstands der Ghibellinen. Im Mittelalter befand sich an der Stelle der heutigen Casa Tencalla eine Burg (1054 erwähnt, noch 1439 und 1504 belegt).
Nach dem 15. Februar 1798 schlugen hier die Patrioten und die Cisalpiner ihr Hauptquartier auf, das sie befestigten und von wo aus sie ihre Einfälle in die Nachbarschaft unternahmen. Am 23. Februar 1798 trat Bissone in die Republik der Pieve Riva San Vitale ein; am 3. März wurde es von den Luganern angegriffen; diese vertrieben die Verteidiger daraus und erbeuteten fünf Kanonen und zwei Fahnen und machten ungefähr dreissig Gefangene. 1803 wurde Bissone dem Kreis Ceresio angegliedert, nachdem es vorher provisorisch zum Kreis Morcote gehört hatte.
Bissone mit Arogno bildet zusammen mit dem benachbarten Arogno eine eigenständige Bürgergemeinde.

## Bevölkerung
Einwohnerzahlen: Volkszählungsdaten

## Verkehr
Täglich fahren mehr als 50'000 Autos über die Autobahn durch die Gemeinde. Dazu kommen noch 200 Züge und der Verkehr der Kantonsstrasse. Zurzeit ist von den Behörden eine 70 Millionen Schweizerfranken teure Schallschutzmauer geplant. Da man sich davon jedoch nicht genügend Schutz erwartet, ist in der Bevölkerung grosse Opposition gegen die Pläne erwacht. Als Alternative ist unter anderem ein Projekt des Architekten David Core im Gespräch, der vorschlägt, die beiden Strassen und die Bahnlinie zu überdecken und den gewonnenen Raum für Mehrfamilienhäuser mit Seeblick zu nutzen.

## Sehenswürdigkeiten
Das Dorfbild ist im Inventar der schützenswerten Ortsbilder der Schweiz (ISOS) als schützenswertes Ortsbild der Schweiz von nationaler Bedeutung eingestuft.
Der alte Dorfkern – er ist Bestandteil des Inventars schützenswerter Ortsbilder der Schweiz (ISOS) – wird von einem eindrucksvollen Dorfplatz beherrscht und hat seinen Charakter von alten Palazzi mit typischen Arkadengängen. Ebenfalls erwähnenswert sind die Kirchen San Rocco (17. Jahrhundert) und besonders San Carpoforo (erbaut im Mittelalter, 1630 barockisiert).
- Pfarrkirche San Carpoforo[11][12]
- Belvedere[11]
- Geburtshaus Francesco Borromini[11]
- Villa Margherita[11]
- Villa Gaggini[11]
- Francesco-Borromini-Bronzedenkmal am Seeufer von Bissone, eingeweiht 1999[13]
- Römischer Grenzstein mit Inschrift[11]

## Bilder

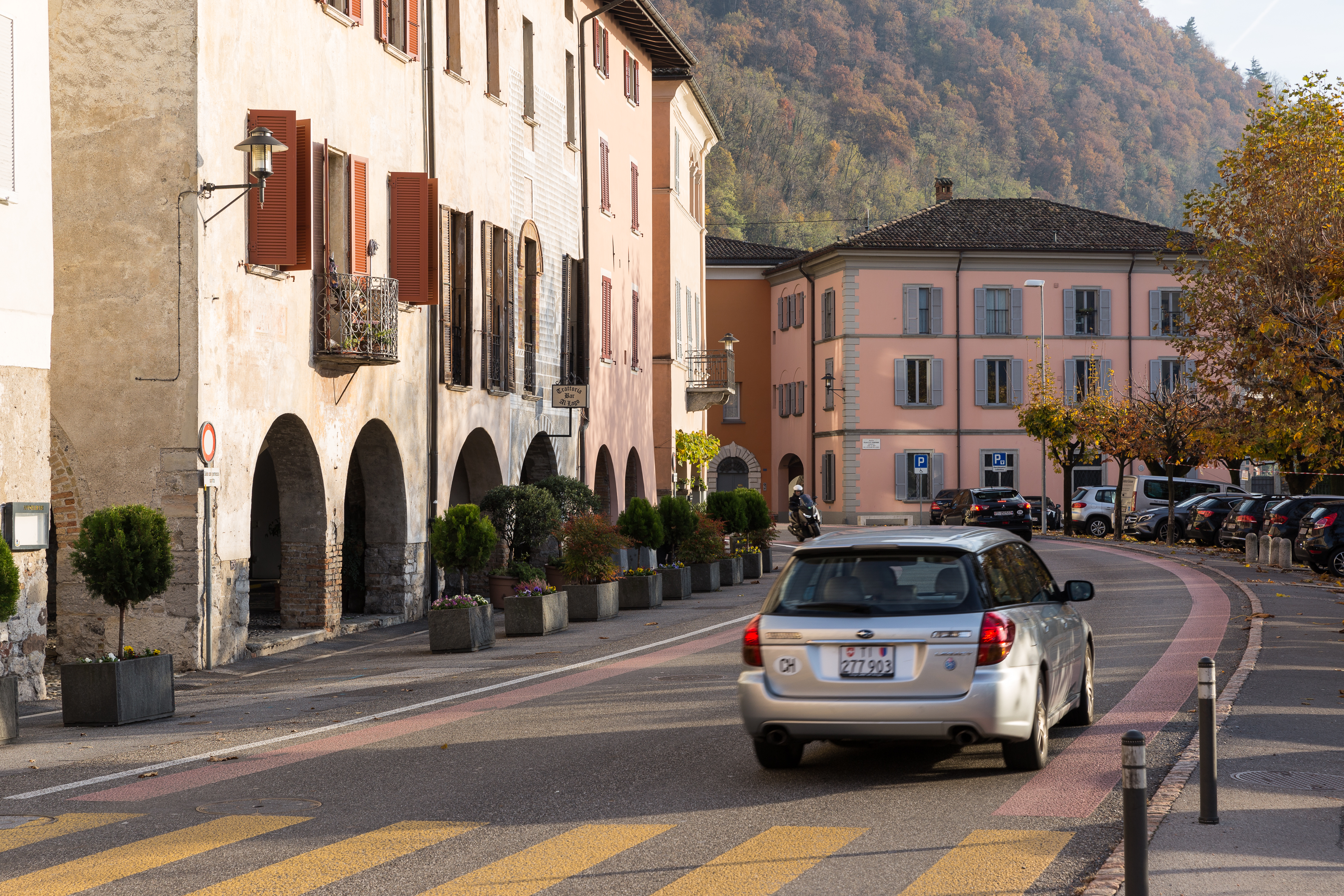
Seestrasse "via Maroggia"
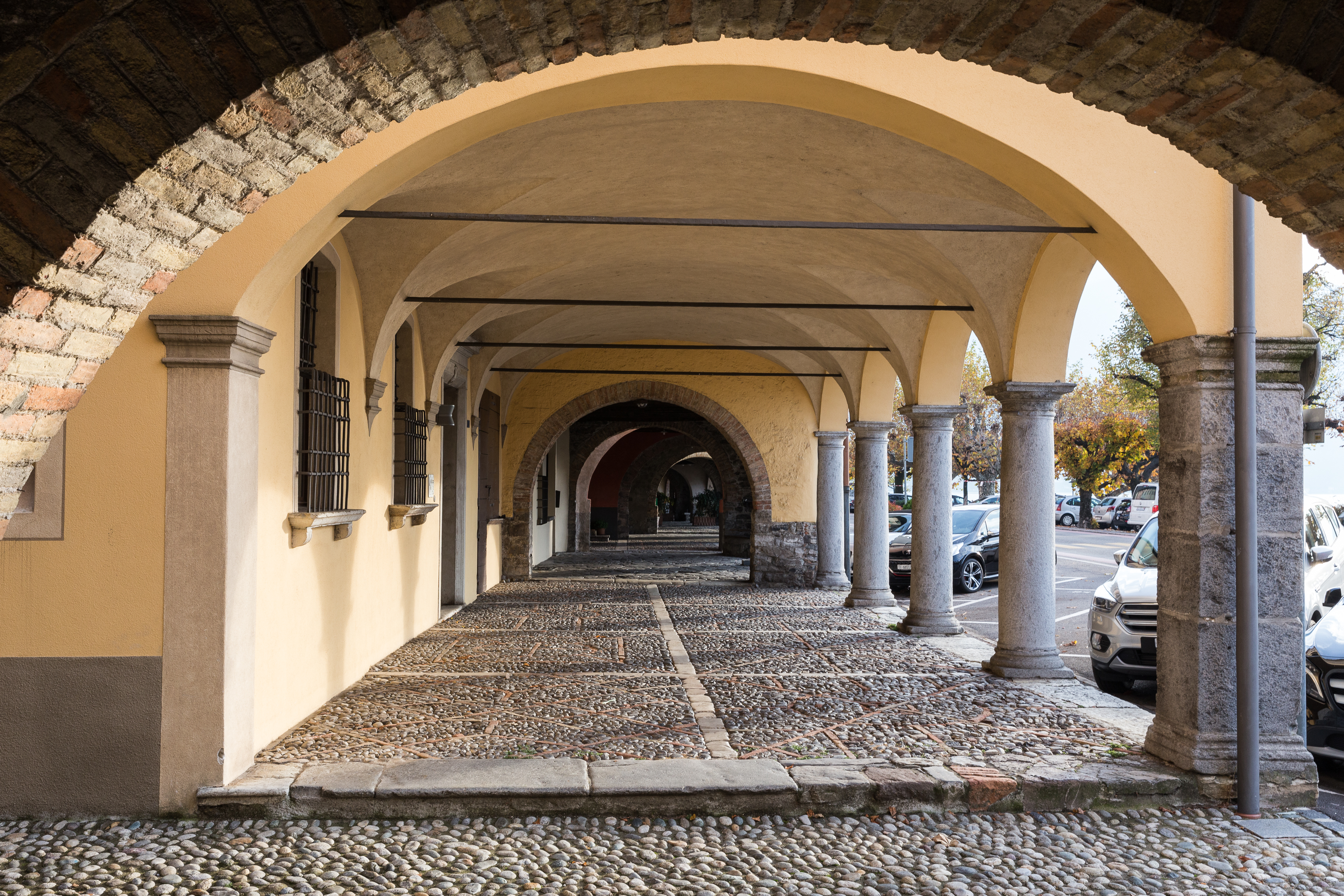
Laubengänge in Bissone
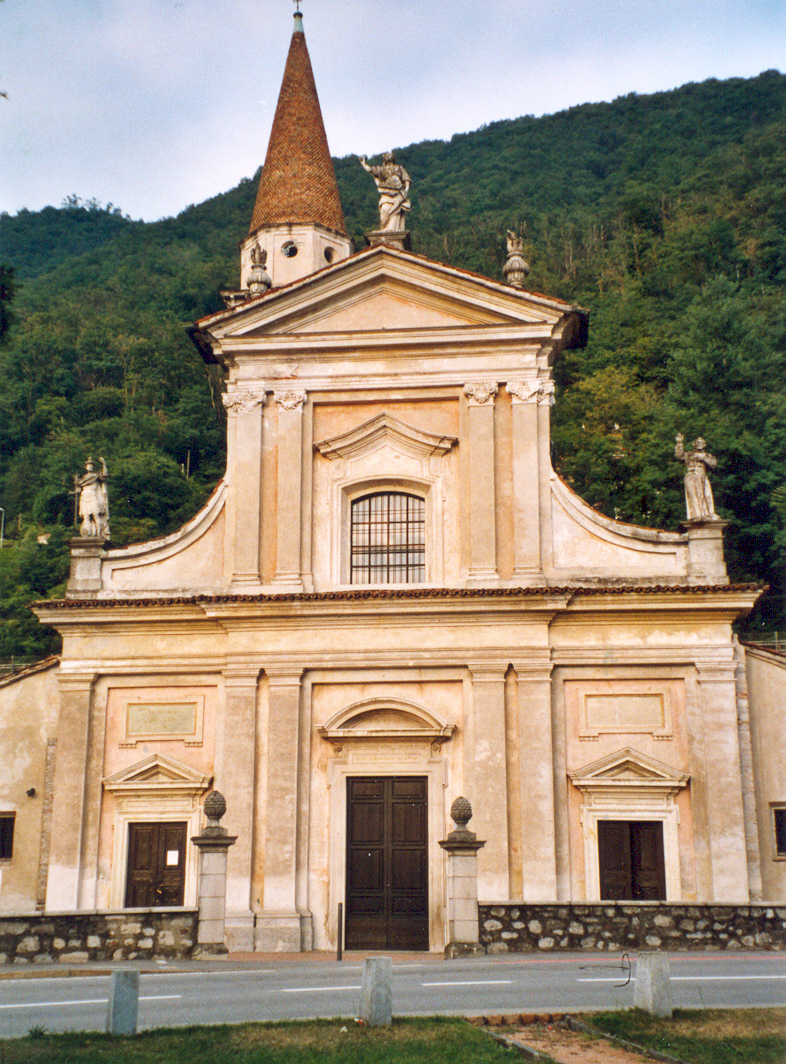
Kirche San Carpoforo
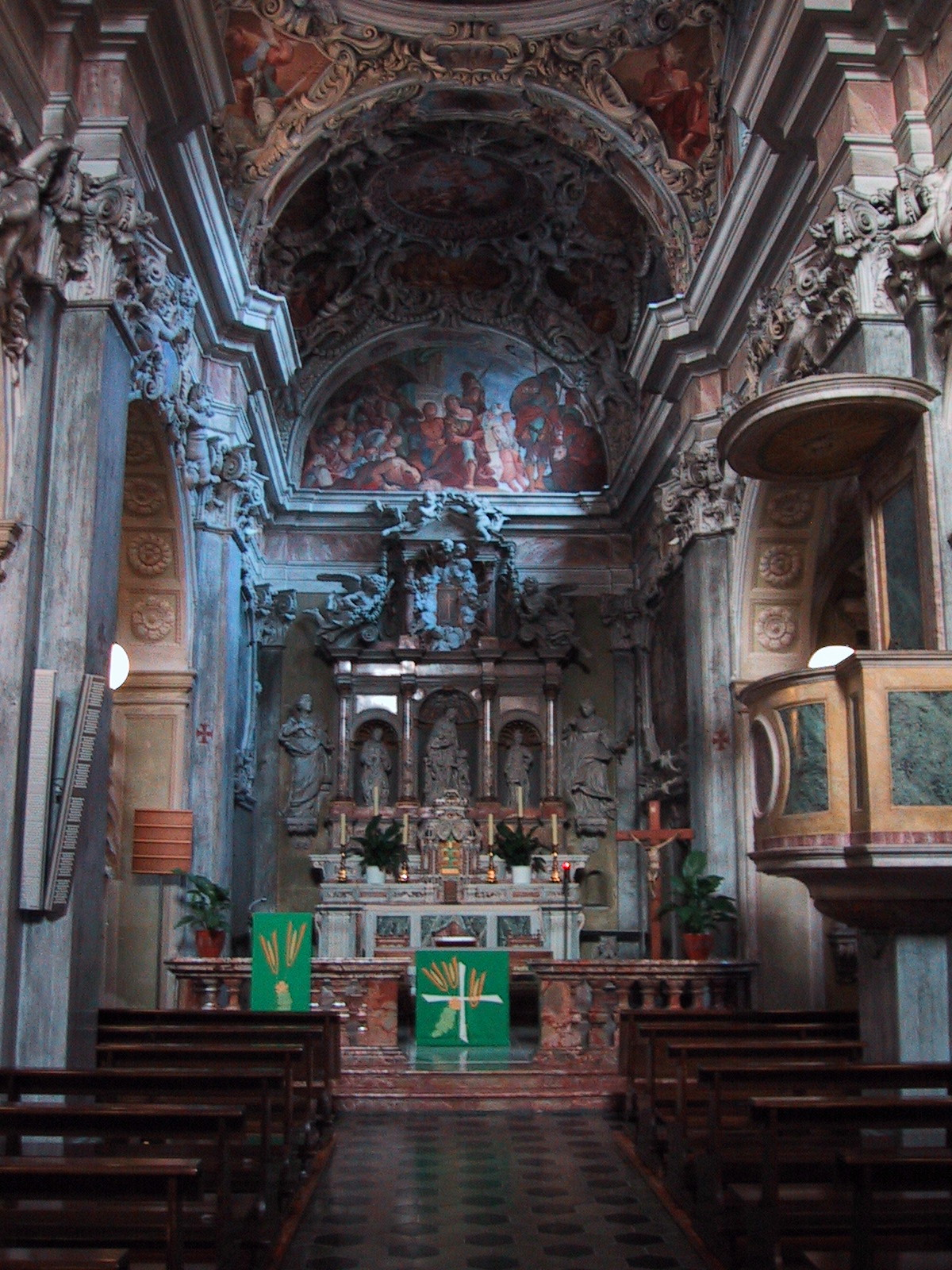
Innenansicht von San Carpoforo in Bissone
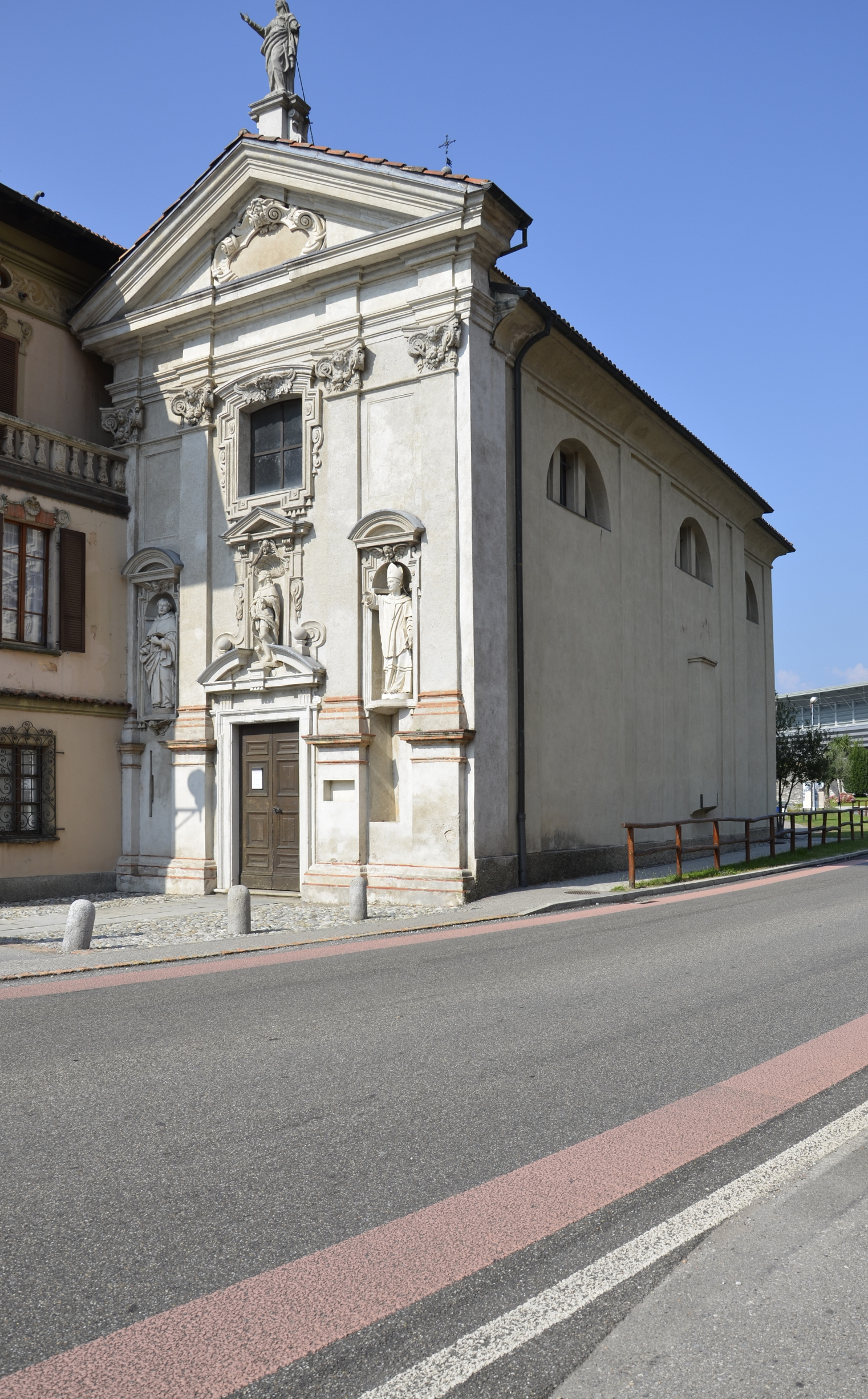
Kirche San Rocco
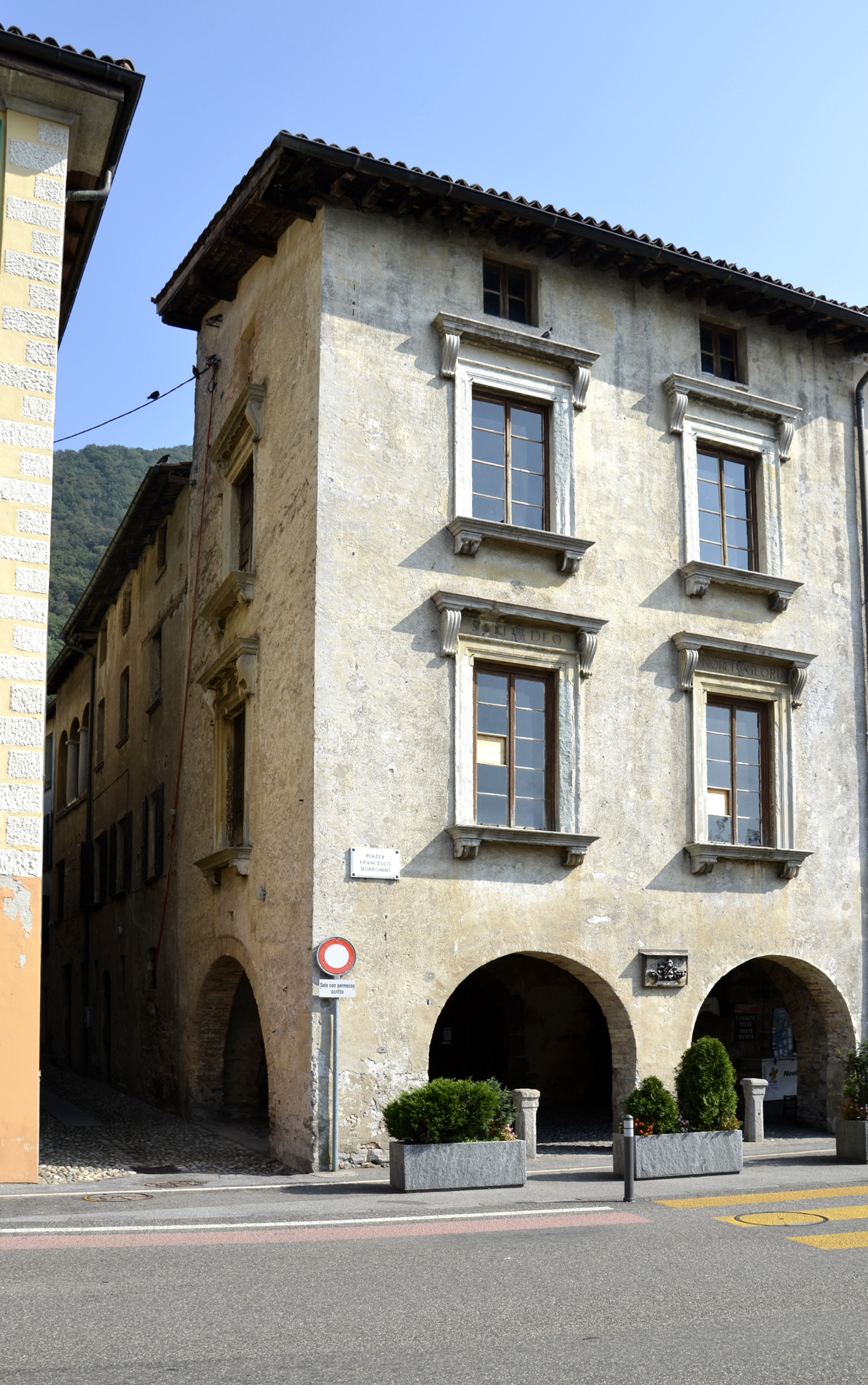
Wohnhaus Casellini
Bissone, Luganersee. Historisches Bild von Leo Wehrli (1900)

## Einzelnachweise

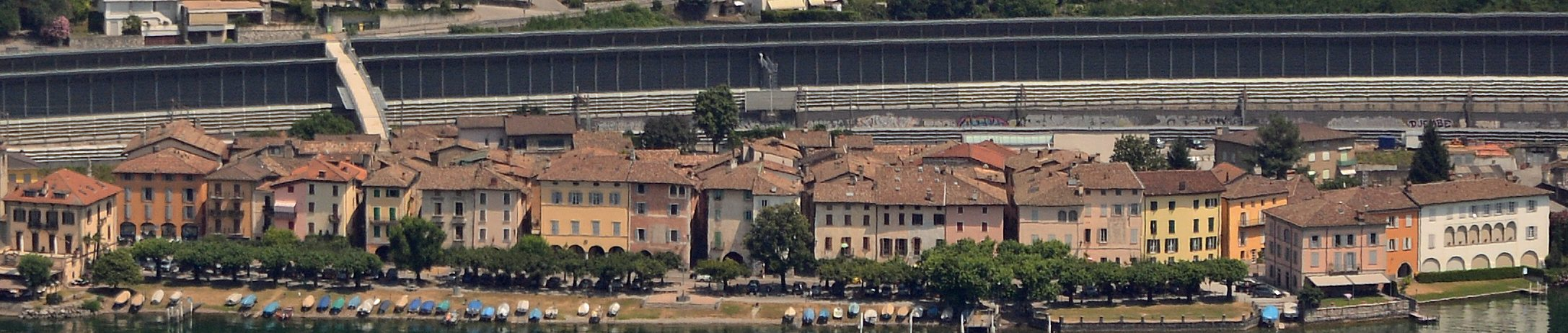
Bissone am Luganersee, Uferpromenade

## Sport
- Società Pallanuoto Bissone[14]